# Christoph Heinrich Obuch
Christoph Heinrich Obuch, född 5 juni 1713 i Mohrungen, död där 12 september 1787, var en polsk orgelbyggare. Han var son till orgelbyggaren Matthias Obuch.
Obuch tog över sin fars verkstad i Mohrungen och var verksam där ända fram till sin död.

## Biografi
Obuch föddes 5 juni 1713 i Mohrungen. Han var elev till Andreas Hildebrandt i Danzig omkring 1733. Därefter reste han till Kurland, Livonia, Ryssland, Sverige, Danmark, Holstein och Niedersachsen, där han arbetade i Lüneburg 1740. Samma år var han tvungen att återvända till Mohrungen på grund av kriget. Året efter ansökte Obuch om ett privilegium som en orgelbyggare, vilket han först nekades på grund av att han först skulle visa prova på sina färdigheter. Eftersom detta var svårt att finansiera utan privilegium och Adam Gottlob Casparini som var privilegierad domstolsorgelbyggare i Königsberg, protesterade mot det. Obuch gick då till Casparini och arbetade med honom i 23 månadersom assistent. 
Efter att ha återvänt till Mohrungen 1744, gjorde han en ny ansökan, som återigen avslogs på grund av ett saknat prov. Obuch byggde de första små instrumenten och fick slutligen privilegiet 1750 efter att Casparinis hårda motstånd inte lyckades. Obuch avled i Mohrungen 12 september 1787. 
Inga ättlingar eller efterträdare är kända. Studenter var Johann Friedrich Rhode, som hade arbetat i Saalfeld 1749, och förmodligen Gottlieb Paschke, som byggde mycket liknande orgelverk som Obuch.

## Orgelverk
- Obuch byggde ett orgelverk till stadskyrkan i Morąg. Fasaden finns idag bevarad.

| År           | Ursprunglig kyrka | Stift | Bild | Manualer | Pedal        | Stämmor | Bevarad orgel/fasad | Övrigt |
| ------------ | ----------------- | ----- | ---- | -------- | ------------ | ------- | ------------------- | ------ |
| 1742         | Młynary           |       |      |          |              |         |                     |        |
| 1745         | Zielonka Pasłęcka |       |      |          |              |         |                     |        |
| 1748         | Elbląg            |       |      | 1        | Självständig | 12      |                     |        |
| 1748-1752    | Zalewo            |       |      | 1        | Självständig | 17      |                     |        |
| 1749         | Lenzen            |       |      | 1        | Självständig | 10      |                     |        |
| Omkring 1750 | Marienau          |       |      | 1        | Självständig | 10      |                     |        |
| 1752         | Szawałd           |       |      | 1        | Självständig |         |                     |        |
| 1754         | Jezioro           |       |      | 1        | Självständig | 13      |                     |        |
| 1762         | Stalewo           |       |      | 1        | Självständig | 13      |                     |        |
| 1782         | Mołtajny          |       |      | 1        | Självständig | 14      |                     |        |